# McDonnell Douglas DC-10
McDonnell Douglas DC-10 – trzysilnikowy samolot średniego i dalekiego zasięgu, produkowany przez przedsiębiorstwo McDonnell Douglas. Porównywany do Airbusa A300, Boeinga 747 i Lockheed L-1011 TriStar.
DC-10 został wyprodukowany w liczbie 446 egzemplarzy, natomiast w aktywnej służbie pozostaje 168 sztuk (38%). W United States Air Force jako latające cysterny służy 59 KC-10 Extender.

## Historia
Samolot ten był pierwszym wspólnym dziełem po połączeniu się McDonnell Aircraft Corporation i Douglas Aircraft Company w jedno przedsiębiorstwo, przeznaczonym na rynek cywilny. Powstał na zlecenie American Airlines, która zapragnęła posiadać samolot mniejszy od Boeinga 747, ale o podobnym zasięgu i mogącego startować z mniejszych lotnisk. Przedsiębiorstwo sprostało wymaganiom zleceniodawcy tworząc właśnie DC-10.
Swój pierwszy lot DC-10 odbył 29 sierpnia 1970 roku i wszedł na rynek już rok później, tuż przed samolotem Lockheed L-1011 TriStar, który jest bardzo podobny pod względem parametrów. Pierwszymi odbiorcami byli United Airlines i American Airlines.
Pierwsza wersja DC-10 (seria 10, zwana domestic) dysponowała zasięgiem 6112 km. Seria 30 miała znacznie zwiększony zasięg (10010 km, a z maksymalnym ładunkiem 7415 km). Natomiast seria 40 dysponowała zasięgiem 9265 km przy normalnym załadunku i 7520 km przy maksymalnym. Jedną z najbardziej widocznych różnic było posiadanie przez serię 10 trzech kompletów podwozia, a 30 i 40 miały cztery. Dodatkowe dwa koła serie 30 i 40 otrzymały za sprawą zwiększonej ładowności.
Ostatni wyprodukowany egzemplarz zszedł z taśmy produkcyjnej w grudniu 1988 i został dostarczony na początku następnego roku.
Samoloty DC-9 i DC-10 w latach 1978–1979 były planowane do zakupu przez Polskie Linie Lotnicze „Lot”. Początkowo McDonnell Douglas był zainteresowany zakupem wyłącznie polskich obrabiarek od firmy Polish-American Machinery Corporation (Polamco). Z czasem wyrażono zainteresowanie sprzedażą samolotów dla Polski. Planowany był offset na polski węgiel i miedź. Wytwórca McDonnell Douglas zapewnił, że w razie zakupu, PLL „Lot” uzyska prawo do lądowania w Chicago, co byłoby bardzo korzystne dla Polski z racji licznej Polonii w Chicago. Przygotowano wizualizację DC-9 w barwach „Lotu” oraz porównanie wszystkich danych DC-10 z samolotem Ił-62. Katastrofa samolotu DC-10 w 1979 roku negatywnie odbiła się na postrzeganiu tego samolotu i ostatecznie z tego powodu nie doszło do sprzedaży samolotów DC-9 i DC-10 do Polski.
Przez krótki czas (czerwiec-wrzesień 1995) Polskie Linie Lotnicze LOT eksploatowały 1 egzemplarz DC-10 (nr fabryczny 46933) na trasie Warszawa-Nowy Jork. Samolot ten był wyleasingowany z Malaysia Airlines.
Ostatni komercyjny lot odbył się 24 lutego 2014 roku.

## Warianty

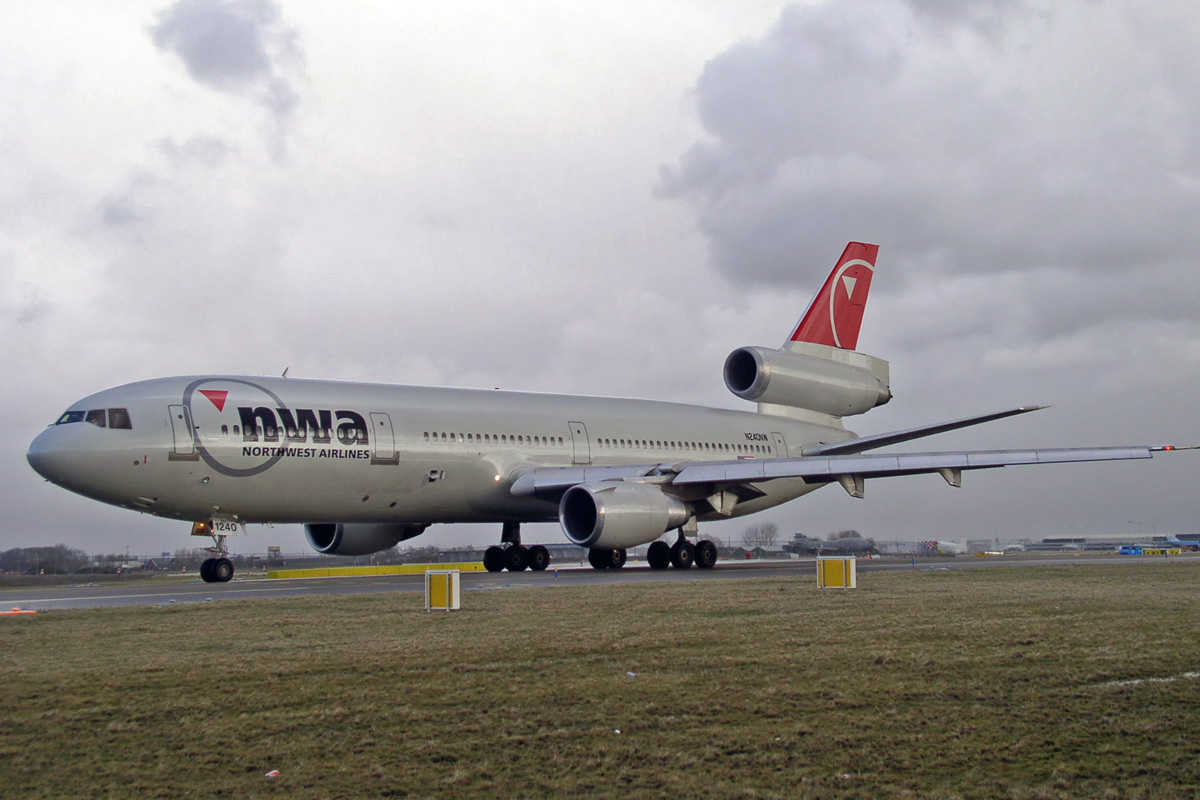
Northwest Airlines DC-10-30

### Wersje cywilne
- DC-10-10: Oryginalna wersja produkowana od 1970. Odbiorcami byli American Airlines i United Airlines. Był wyposażony w silniki General Electric GE CF6-6.
- DC-10-10F: Wersja przeznaczona do transportu zwiększonej ilości ładunku.
- DC-10-15: Również znany jako DC-10 Sport. Posiadał silniki General Electric CF6-50. Produkowany od 1979.
- DC-10-20: zobacz DC-10-40.
- DC-10-30: Najbardziej powszechny model, zamontowano w nim silniki turbowentylatorowe General Electric CF6-50 i większe zbiorniki paliwa zwiększające zasięg, oraz dodatkową parę podwozia potrzebną po zwiększeniu ładowności. Była to druga po DC-10-40 wersja o dużym zasięgu, bardzo popularna wśród europejskich przewoźników. Produkowany od 1972. Ostatni, pasażerski, latający egzemplarz tej wersji, wykonujący loty rejsowe, należący do Biman Bangladesh Airlines samolot o znakach S2-ACR, swój ostatni lot wykonał 7 grudnia 2013 roku[9].
- DC-10-30CF: Ładunkowo/pasażerska wersja.
- DC-10-30ER: Wersja o zwiększonym zasięgu.
- DC-10-30F: Ogólnoprzewozowa wersja.
- DC-10-40: Pierwsza wersja o dużym zasięgu, zaopatrzona w silniki Pratt & Whitney JT9D. Początkowo nosił nazwę DC-10-20, został przemianowany na DC-10-40 po specjalnych wymaganiach od przedsiębiorstwa Northwest Airlines dotyczących względów marketingowych. Northwest sądził, że ich klienci uznają, że oznaczenie 40 będzie równoznaczne z wrażeniem, że konstrukcja jest bardziej zaawansowana. Produkowany od 1972.
- DC-10 Super 60: Niezrealizowana wersja samolotu z wydłużonym kadłubem i zmodernizowanym wyposażeniem.
- DC-10-61: Niezrealizowana wersja z wydłużonym o 12,2 m kadłubem, przeznaczona na trasy krajowe i przystosowana do przewozu 390 pasażerów.
- DC-10-62: Niezrealizowana wersja z wydłużonym o 8,1 m kadłubem, przeznaczona na trasy międzykontynentalne i przystosowana do przewozu 350 pasażerów.
- DC-10-63: Niezrealizowana wersja wykorzystująca kadłub samolotu DC-10-61 oraz skrzydła i silniki z wersji DC-10-62.

McDonnell Douglas później wyprodukował większy wariant nazwany MD-11. MD-11 wyposażony został w nowsze silniki i szklany kokpit; wyeliminowało to konieczność obecności inżyniera lotu na pokładzie. MD-11 wszedł na wyposażenie linii lotniczych w 1991. W dodatku niektóre DC-10 zostały ulepszone przez Boeinga i zostały nazwane MD-10. W MD-10 został poprawiony przede wszystkim kokpit. Oba te modele wprowadził na swoje wyposażenie FedEx.

### Wersje wojskowe

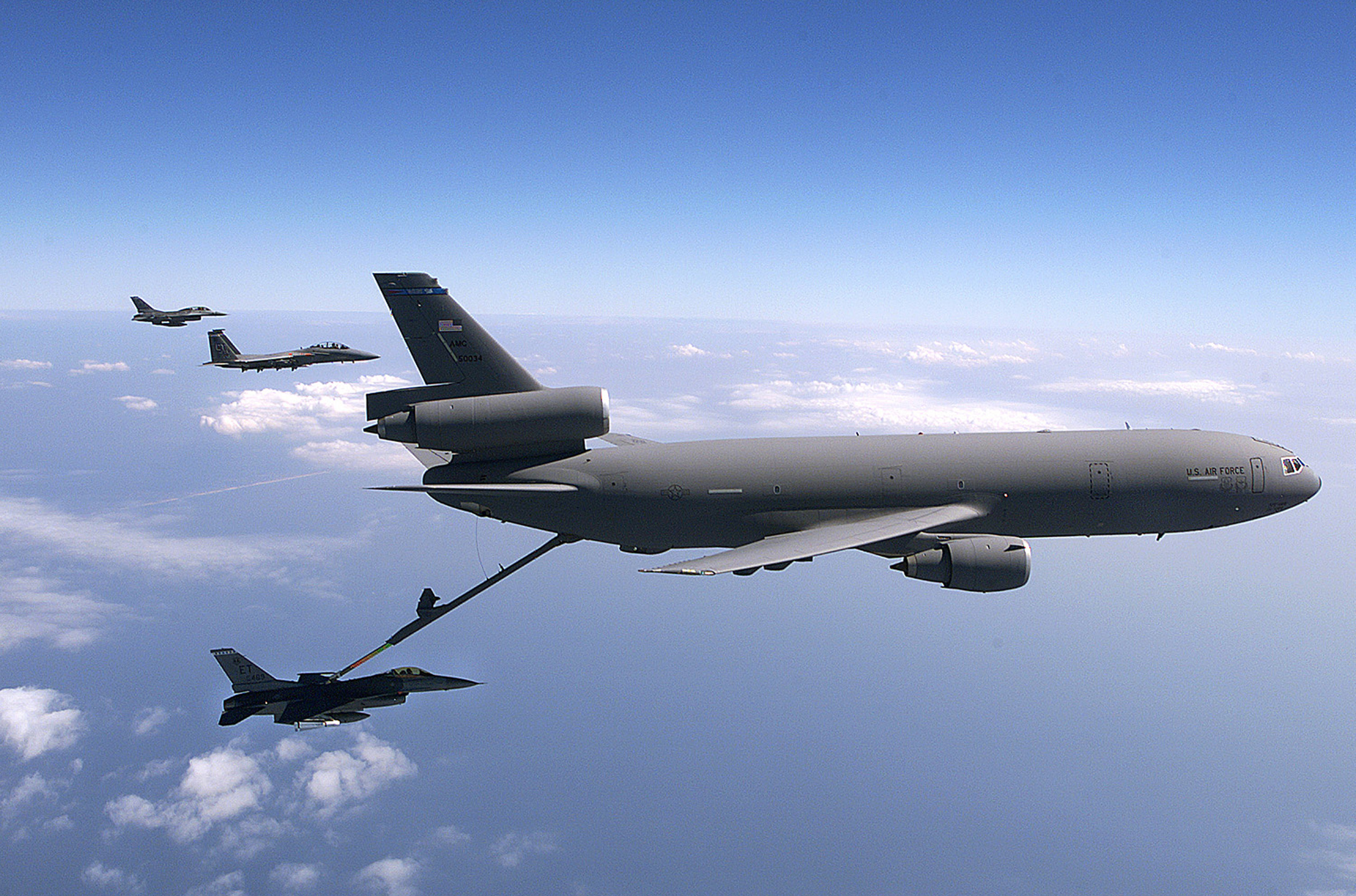
KC-10 Extender, bazowany na DC-10-30

- KC-10 Extender: Wojskowa wersja DC-10-30 używana jako latająca cysterna. Samolot został skonstruowany na potrzeby USAF. W latach 1979–1987 wyprodukowano 60 sztuk[10].
- KDC-10: Również latająca cysterna wykorzystywana przez Królewskie Holenderskie Siły Powietrzne i linie Omega, są to DC-10 po konwersji.

## Dane techniczne poszczególnych wersji
| Wersja                           | DC-10-10                                     | DC-10-30                                                          | DC-10-40                                       |
| -------------------------------- | -------------------------------------------- | ----------------------------------------------------------------- | ---------------------------------------------- |
| Rozpiętość                       | 47,43 m                                      | 50,39 m                                                           | 50,39 m                                        |
| Długość                          | 55,55 m                                      | 55,06 m                                                           | 55,04 m                                        |
| Wysokość                         | 17,70 m                                      | 17,70 m                                                           | 17,70 m                                        |
| Powierzchnia nośna               | 329,8 m²                                     | 338,8 m²                                                          | 338,8 m²                                       |
| Masa startowa                    | 186 025 kg                                   | 251 815 kg                                                        | 251 815 kg                                     |
| Masa własna                      | 110 710 kg                                   | 122 960 kg                                                        | 123 640 kg                                     |
| Masa użyteczna                   | 41 290 kg                                    | 44 010 kg                                                         | 43 330 kg                                      |
| Prędkość maksymalna              | 960 km/h                                     | 960 km/h                                                          | 960 km/h                                       |
| Maksymalny zasięg                | 10 220 km                                    | 10 500 km                                                         | 11 190 km                                      |
| Zasięg z maksymalnym obciążeniem | 4 355 km                                     | 7 415 km                                                          | 6 485 km                                       |
| Pasażerowie                      | 265 (typowo) do 380 (maksymalnie)            | 265 (typowo) do 380 (maksymalnie)                                 | 265 (typowo) do 380 (maksymalnie)              |
| Silniki                          | 3 turbowentylatorowe General Electric CF6-6D | 3 turbowentylatorowe General Electric CF6-50C2 z ciągiem 226,8 kN | 3 × turbowentylatorowe Pratt & Whitney JT9D-20 |